# Oreogrammitis torricelliana
Oreogrammitis torricelliana är en stensöteväxtart som först beskrevs av Guido Georg Wilhelm Brause, och fick sitt nu gällande namn av Barbara S. Parris. Oreogrammitis torricelliana ingår i släktet Oreogrammitis och familjen Polypodiaceae. Inga underarter finns listade.